# 10-я воздушно-десантная бригада
10-я воздушно-десантная бригада — воинское соединение Вооружённых Сил СССР, принимавшее участие в Великой Отечественной войне.

## История
Бригада сформирована в мае 1941 года в Даугавпилсе на основе 223-й стрелковой дивизии. Вошла в состав 5-го воздушно-десантного корпуса. Штатная численность бригады — 2588 человек.
19 июня 1941 года бригада была поднята по тревоге и начала выдвигаться в сторону государственной границы для проведения учений. На 22 июня 1941 года бригада находилась на марше южнее Даугавпилса.
В действующей армии во время ВОВ с 22 июня 1941 по 10 августа 1941 и с 3 октября 1941 по 29 января 1942 года.
К 25 июня 1941 года оказалась в тылу войск противника (по некоторым данным прикрывая штаб Северо-Западного фронта в районе Паневежиса) и с боями выходила к главным силам корпуса, очевидно, что в боях 28 июня 1941 года за Даугавпилс участия не принимала, и в целом, действовала в отрыве от сил корпуса до 3-4 июля 1941 года, с 30 июня 1941 года — в составе группы полковника С. С. Гурьева.
Утром 30 июня 1941 года бригада вела бой с отдельными танками противника. К исходу 30 июня 1941 года бригада, имея в составе 667 человек при 7 орудиях вышла на рубеж юго-западный берег озера Лубана, Сондори.
На 2 июля 1941 года перед бригадой стояла задача наступления в общем направлении Вараклани, станция Межаре, Ливаны с задачей прикрыть действия ударной группировки армии справа и обеспечить стык с 8-й армией, выйдя к исходу 2 июля 1941 года на Даугаве в районах переправ. Однако немецкие войска в этот день сами перешли в наступление в направлении Виланы, и после сопротивления, части бригады в районе Виланы были рассеяны танками 6-й танковой дивизии
Остатки бригады отступали в районе шоссе Даугавпилс — Остров, 5 июля 1941 года вместе с корпусом выведена во фронтовой резерв. С середины августа 1941 года дислоцируется в районе Иваново, в резерве Ставки ВГК.
3 октября 1941 года бригада, находясь под Ярославлем, была поднята по тревоге и на самолётах начала переброску по маршруту Коломна, Тула, десантировалась посадочным способом в районе Орла, где занимает оборону северо-восточнее города и до 11 октября 1941 года с тяжёлыми боями отступает до Мценска. После того, как 11 октября 1941 года, положение на Мценском оборонительном рубеже сравнительно стабилизировалось, бригада в составе корпуса 19 октября 1941 года перебазирована в район юго-западнее Подольска и к 20 октября 1941 года переброшена на реку Нара.
Так, на 21 октября 1941 года первым батальоном готовит оборонительную полосу на участке Инино — Горки — Ольхово, вторым батальоном обороняет Кресты; третьим батальоном — Стремилово. На 24 октября 1941 года обороняет Горки — Ольхово и переходит в контратаку. 26 октября 1941 года вышла на восточный берег реки Нара в 1,5 километрах южнее района Горки. 27 октября 1941 года 2-м и 3-м батальонами вышла на рубеж восточная окраина района Горки и вела бои за овладение районом Ольховка и в направлении района Черпишня. 29 октября 1941 года закрепилась по северному берегу Нары в районе села Стремилово, вместе с частями 93-й стрелковой дивизии и 24-й танковой бригады, где держит оборону вплоть до декабря 1941 года.
С 18 декабря 1941 года перешла в наступление в общем направлении на Малоярославец, приняла участие в его освобождении 2 января 1942 года. К 12 января 1942 года вышла с северо-запада к Медыни, 13 января 1942 года передовой отряд бригады перехватил шоссе Медынь — Мятлево в 2 километрах юго-западнее города, и к 14 января 1942 года, совместно с частями 53-й стрелковой дивизии и 26-й танковой бригады освободила Медынь. 21 января 1942 года из боёв выведена, 26 января 1942 года отведена в резерв.
В августе 1942 года бригада переформирована в 117-й гвардейский стрелковый полк.
Во второй половине 1942 года была сформирована 10-я воздушно-десантная бригада 2-го формирования, но под таким названием она в боях не участвовала, в декабре 1942 года переформирована в 21-й гвардейский воздушно-десантный полк.

## Периоды вхождения в состав Действующей армии
- 22 июня 1941 года — 10 августа 1941 года
- 3 октября 1941 года — 29 января 1942 года

Перечень № 4 Управлений корпусов, входивших в состав действующей армии в годы Великой Отечественной войны 1941—1945 гг. / Покровский А. П. — М.: Министерство обороны, 1956. — 151 с.

## Полное наименование
- 10-я воздушно-десантная бригада

## Боевой состав
- управление
- 1-й воздушно-десантный батальон
- 2-й воздушно-десантный батальон
- 3-й воздушно-десантный батальон
- 4-й воздушно-десантный батальон
- школа младшего командного состава
- отдельный артиллерийский дивизион
- отдельный миномётный дивизион ( на январь 1942 года)
- отдельная зенитно-пулемётная рота
- отдельная разведывательная самокатная рота
- отдельная рота связи
- отдельная сапёрно-подрывная рота ( на январь 1942 г.)
- медицинский пункт бригады ( на январь 1942 г.)

## Командование
Командиры бригады:
- Гурьев Степан Савельевич (май — октябрь 1941), полковник
- Ковалёв (?- январь 1942 года — ?), полковник
- Чебаев Яков Фёдорович (?- январь - август 1942 года — ?), подполковник

Военные комиссары:
- Севостьянов, старший батальонный комиссар, (?- январь- апрель 1942 года — ?)

## Отличившиеся воины
Награждено орденами и медалями СССР не меньше:
- орден Красного Знамени — 20
- орден Красной Звезды — 18
- медаль За отвагу — 15
- медаль За боевые заслуги — 7

## Подчинение
| Дата            | Фронт (округ)            | Армия      | Корпус                        | Примечания |
| --------------- | ------------------------ | ---------- | ----------------------------- | ---------- |
| 22.06.1941 года | Северо-Западный фронт    | -          | 5-й воздушно-десантный корпус | -          |
| 01.07.1941 года | Северо-Западный фронт    | 27-я армия | 5-й воздушно-десантный корпус | -          |
| 10.07.1941 года | Северо-Западный фронт    | 27-я армия | 5-й воздушно-десантный корпус | -          |
| 01.08.1941 года | Северо-Западный фронт    | -          | 5-й воздушно-десантный корпус | -          |
| 01.09.1941 года | Резерв Ставки ВГК        | -          | 5-й воздушно-десантный корпус | -          |
| 01.10.1941 года | Резерв Ставки ВГК        | -          | 5-й воздушно-десантный корпус | -          |
| 01.11.1941 года | Западный фронт           | 43-я армия | 5-й воздушно-десантный корпус | -          |
| 01.12.1941 года | Западный фронт           | 43-я армия | 5-й воздушно-десантный корпус | -          |
| 01.01.1942 года | Западный фронт           | 43-я армия | 5-й воздушно-десантный корпус | -          |
| 01.02.1942 года | Резерв Ставки ВГК        | -          | 5-й воздушно-десантный корпус | -          |
| 01.03.1942 года | Московский военный округ | -          | 5-й воздушно-десантный корпус | -          |
| 01.04.1942 года | Московский военный округ | -          | 5-й воздушно-десантный корпус | -          |
| 01.05.1942 года | Московский военный округ | -          | 5-й воздушно-десантный корпус | -          |
| 01.06.1942 года | Московский военный округ | -          | 5-й воздушно-десантный корпус | -          |
| 01.07.1942 года | Московский военный округ | -          | 5-й воздушно-десантный корпус | -          |